# Gráfico de velas

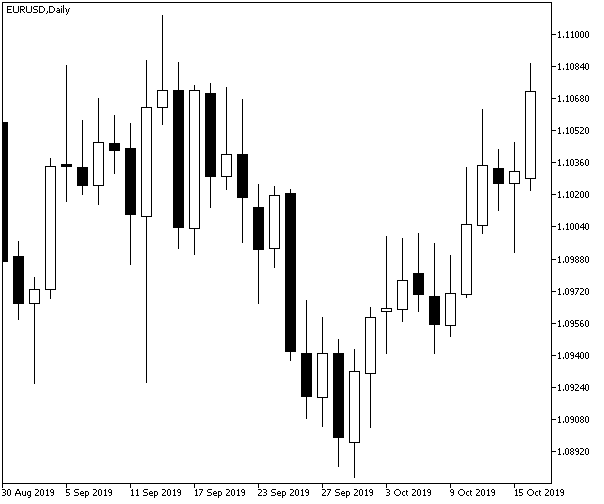
Gráfico de velas del par EUR/USD del periodo de un día.

En Economía, el gráfico de velas o velas japonesas es un tipo de gráfico muy utilizado en el análisis técnico bursátil. Refleja, en un determinado tiempo (cinco minutos, una hora, un día, etc.):
- el precio de apertura de un valor,
- el precio de cierre de un valor,
- el máximo y el mínimo que ha encontrado ese valor.

Aunque los japoneses han estado utilizando esta técnica de gráficos, y análisis desde hace siglos, en el mundo occidental se ha hecho conocida en años recientes.

## Historia
Los gráficos de velas empezaron a utilizarse en Japón, en el siglo XVII, para poder predecir el precio del arroz y así establecer contratos futuros, rentables para el analista. En ese entonces, se extendían recibos o bonos por el arroz futuro y se comerciaba con dichos recibos en un mercado secundario, llamado arroz vacío, por no pertenecer a nadie.
Munehisa Honma, también conocido como Sokyu Honma, comerciante de arroz japonés nacido, en el año de 1724, se acredita ampliamente como uno de los primeros exponentes del seguimiento de las variaciones del precio del arroz, entendiendo las dinámicas básicas de la oferta y la demanda, al igual que la influencia y el papel de la emoción, dentro de la cotización de precios en el mercado, trabajo base de la creación del análisis con velas japonesas.
Homma, famoso comerciante Nipón, observó que si bien, en el mercado de futuros del arroz, la oferta y la demanda afectaban el valor del precio, este mismo también estaba bastante influenciado por las emociones de los comerciantes, haciendo muchas veces que dicho mercado secundario se anticipara, suponiendo por ejemplo, una mala cosecha que luego podía terminar siendo muy buena. Posiblemente se empezarían a utilizar los gráficos como los conocemos hoy a partir del periodo Meiji, en el siglo XIX.
Las velas japonesas entran a occidente, en la década de los 90s del siglo pasado, gracias a Steve Nison autor del libro Más allá de las Velas.
Cada vez cobran más relevancia en el análisis técnico bursátil debido a su versatilidad, ya que se pueden utilizar como apoyo de multitud de sistemas de análisis técnico, de forma totalmente complementaria.

## Construcción
La información utilizada para reflejar la situación de un mercado mediante un gráfico de velas es la que se utiliza habitualmente para los gráficos de barras, o sea, los precios de apertura, máximo, mínimo y de cierre. Aunque utilizan exactamente la misma información, los gráficos de velas resultan visualmente más atractivos, y la información parece saltar de la página, facilitando su interpretación y análisis (Ver gráfica 1).
Es fácil adivinar de donde proviene el nombre. Se parecen a una vela con un trocito de pabilo. El rectángulo representa la diferencia entre el precio de apertura y el de cierre del mismo día, y se le llama cuerpo. Obsérvese que el cuerpo puede ser blanco o negro. Un cuerpo blanco significa que el precio de cierre fue mayor o más alto, que el de apertura. En realidad el cuerpo no es blanco sino abierto, es decir, sin relleno. El cuerpo negro significa que el precio de cierre fue más bajo que el de apertura. Los precios de apertura y cierre tienen mucha importancia en las velas japonesas. Las pequeñas rayas o líneas en la parte de arriba y de abajo del cuerpo se conocen como pabilos, pelos, sombras o mechas. La literatura japonesa de referencia utiliza muchos nombres diferentes para estas pequeñas líneas, lo cual resulta extraño, ya que representan los precios máximos y mínimos del día y en general, es una información que los japoneses no consideran vital.
Las diferentes formas de las velas tienen significados distintos, y los japoneses han definido velas primarias diferentes basándose en la relación de los precios de apertura, máximo, mínimo y de cierre. La comprensión de estas velas básicas es el comienzo del análisis de este tipo de gráfico.

### Velas básicas
Las diferentes combinaciones de cuerpo/sombras tienen diferentes significados. Los días en los que la diferencia entre los precios de apertura y cierre es grande se llaman días largos, y del mismo modo, los días en los que la diferencia entre los precios de apertura y cierre es pequeña se llaman días cortos. Esto hace referencia exclusivamente al cuerpo de la vela. (Ver gráfica 2)
Las peonzas son días en los que las velas tienen cuerpos pequeños con sombras superiores e inferiores más largas que el propio cuerpo. El color del cuerpo es relativamente importante en las velas tipo perinola, que se consideran días de indecisión. (Ver gráfica 3)
Cuando el precio de apertura y el de cierre son iguales, se les llama velas doji. Las velas doji pueden tener sombras de largo variado y se discute si el precio de apertura y el de cierre deben ser exactamente el mismo. Es un momento en el que los precios deben ser casi iguales, especialmente cuando se trata de grandes movimiento de los precios. (Ver gráfica 4)
Hay diferentes velas doji que son importantes. La doji piernilarga tiene largas sombras superior e inferior y refleja una considerable indecisión por parte de los participantes del mercado. La doji lápida solo tiene una larga sombra superior y ninguna sombra inferior, y cuanto más larga sea la sombra superior, más bajista es su interpretación. La doji libélula es lo opuesto de la doji lápida, o sea que sólo hay una sombra inferior larga y no hay sombra superior. Generalmente se la considera bastante alcista.
Las líneas de velas únicas son esenciales para el análisis de las velas japonesas. Muchos patrones de velas japonesas se hacen con combinaciones de esta velas básicas.

## Análisis del patrón de velas
Las Velas Japonesas son una de las mejores formas de visualizar los gráficos en los Mercados Financieros. Un patrón de velas es un retrato psicológico de la mentalidad de los operadores en aquel momento. Muestra vívidamente las acciones de los operadores a medida que pasa el tiempo en el mercado, y el mero hecho de que los humanos reaccionen de igual forma en situaciones similares hace que el análisis del patrón de velas funcione. Es por ello que es muy importante aprender a identificar las diferentes formaciones que se van presentando a las cuales se les conoce como Patrones de Velas Japonesas. Son una muy útil herramienta para la lectura de la acción del precio, existen múltiples autores de habla inglesa que explican detalladamente cómo funciona la lectura de velas japonesas, que es un sistema que se utiliza desde hace más de 300 años y que se le atribuye a un agricultor de arroz de origen japonés, de ahí su nombre: velas japonesas. En cuanto al idioma castellano el primero que inició con la lectura de la acción del precio fue el mexicano Juan Pablo Portillo que fundó la web Trading On The Rock y que tenía un salón virtual en el que transmitía en directo sus operaciones de compra y venta en diversos instrumentos de futuros y derivados, creó una comunidad de más de 300 traders de 25 países que se reunían cada mañana para seguir sus enseñanzas, en la actualidad ya no tiene el salón virtual pero sigue asesorando a nivel individual en lo referente a sistemas automatizados de HFT y similares. 
Un patrón de velas puede consistir en una sola línea o en una combinación de múltiples líneas, normalmente nunca más de cinco. Aunque casi todos los patrones de velas se usan para determinar puntos de cambio o inversión del mercado, hay algunos que se usan para determinar la continuación de la tendencia. A los primeros se les llama patrones de inversión y a los segundos, patrones de continuidad. Cuando un patrón de inversión tiene implicaciones alcistas, otro patrón inversamente relacionado tiene implicaciones bajistas. Del mismo modo, cuando un patrón de continuidad tiene implicaciones alcistas, otro patrón opuesto tiene significado bajista. Cuando hay un par de patrones que funcionan en las dos situaciones, alcista y bajista, reciben el mismo nombre. En algunos pocos casos, no obstante, el patrón alcista y su contrapartida bajista tienen nombres completamente diferentes.

## Patrones de inversión o cambio
Un patrón de velas de inversión es una combinación de velas que normalmente indica un cambio en la tendencia. Para ayudar a identificar los patrones como alcista o bajista, una consideración seria a hacer es la tendencia del mercado que precedía al patrón. No es posible tener un patrón de cambio alcista en una tendencia ascendente. Puede haber una serie de velas que se parezcan al patrón alcista, pero si la tendencia es al alza, no se trata de patrón de velas ascendente. Del mismo modo, no puede haber un patrón de cambio bajista en una tendencia descendente.
Esto presenta uno de los problemas recurrentes cuando se analizan los mercados: «¿Cuál es la tendencia?» Antes de usar los patrones de velas de manera efectiva, hay que determinar la tendencia. Aunque se hayan escrito muchos libros sobre este tema, la media móvil funciona bastante bien con las velas japonesas. Una vez determinada la tendencia a corto plazo (diez períodos, más o menos), los patrones de velas ayudarán de forma destacada a identificar el cambio de dicha tendencia.
En la literatura japonesa sobre este tema existen alrededor de cuarenta patrones de vela de cambio, desde los que se componen de una sola línea hasta los más complejos de cinco líneas de velas.

### Patrones de Velas Japonesas de Cambio de Tendencia
Son las formaciones que indican que un cambio de Tendencia es inminente. Es una señal clara de que se debe salir de las posiciones a favor de la Tendencia y comenzar a planear operaciones en dirección contraria, entre los más importantes tenemos:
| Nombre en inglés | Nombre en español |
| ---------------- | ----------------- |
| Piercing         | Penetrante        |
| Dark Cloud Cover | Nube Negra        |
| Hammer           | Martillo          |
| Shooting Star    | Estrella Fugaz    |
| Hanging Man      | Hombre Colgado    |
| Tweezer Bottom   | Pinzas Suelo      |
| Tweezer Top      | Pinzas Techo      |

### Patrones de Velas Japonesas de Confirmación de Tendencia
Son las formaciones que confirman una Tendencia ya establecida. Es una señal clara de que se puede continuar transando a favor de la Tendencia, entre los más importantes tenemos:
| Nombre en inglés  | Nombre en español      |
| ----------------- | ---------------------- |
| Bullish Engulfing | Envolvente Alcista     |
| Bearish Engulfing | Envolvente Bajista     |
| Morning Star      | Estrella de la Mañana  |
| Evening Star      | Estrella del Anochecer |

### Patrones de Velas Japonesas de Indecisión
Son las formaciones que indican que hay indecisión en la Tendencia del Mercado y que por tanto esta puede cambiar en cualquier momento. Es una señal clara de que hay que comenzar a salir de las operaciones a favor de la Tendencia o por lo menos tomar beneficios y comenzar a pensar en negociar en dirección contraria si aparece un Patrón de Velas Japonesas de Cambio de Tendencia, entre los más importantes tenemos:
| Nombre en inglés | Nombre en español |
| ---------------- | ----------------- |
| Dragon Fly Doji  | Libélula          |
| Grave Stone Doji | Lápida            |
| Dojis            | Crux              |
| Spinning         | Trompos           |

Cabe resaltar que aunque los Patrones de Velas Japonesas constituyen en si una Técnica de Trading, estos cobran mayor valor cuando se combinan con Análisis Técnico, mejor aún si es con Swing trading